# Nati nel 1987/Luglio
| Questa pagina contiene informazioni ricavate automaticamente dalle voci biografiche con l'ausilio del template Bio e di un bot. L'aggiornamento è periodico e automatico e ricostruisce completamente la pagina. Se manca una persona in questa lista, sei pregato di non aggiungerla, ma accertati piuttosto che la sua voce biografica contenga il template Bio e che i dati anagrafici siano correttamente compilati. Se il template Bio manca, inseriscilo tu stesso o, in alternativa, metti l'avviso {{tmp\|Bio}} che ne segnala la mancanza. Se i dati riportati sono sbagliati, correggi direttamente la voce biografica; le modifiche saranno visibili in questa lista entro pochi giorni. Per chiarimenti vedi il progetto biografie. La lista contiene solo le 483 persone che sono citate nell'enciclopedia e per le quali è stato implementato correttamente il template Bio. Pagina aggiornata al 18 ago 2025. |

- 1º luglio - Ekaterina Abramzon, ex cestista lettone
- 1º luglio - Ahn Jae-hyun, attore e modello sudcoreano
- 1º luglio - Alberto Chiumenti, cestista italiano
- 1º luglio - Maude Harcheb, cantante francese
- 1º luglio - Rezaul Karim, calciatore bangladese
- 1º luglio - Fernander Kassaï, ex calciatore centrafricano
- 1º luglio - Donashano Malama, calciatore zambiano
- 1º luglio - Luka Mesec, politico sloveno
- 1º luglio - Azat Nurğalïyev, ex calciatore kazako
- 1º luglio - Aleksandra Petrović, pallavolista serba
- 1º luglio - Pablo Pintos, ex calciatore uruguaiano
- 1º luglio - Camilla Pistorello, attrice e ex danzatrice su ghiaccio italiana
- 1º luglio - Claudio Pätz, giocatore di curling svizzero
- 1º luglio - Federico Rosso, allenatore di calcio e ex calciatore argentino
- 1º luglio - Dominik Schmidt, ex calciatore tedesco
- 1º luglio - Michael Schrader, multiplista tedesco
- 1º luglio - Luka Sekulić, pallanuotista montenegrino
- 1º luglio - Evgenij Jur'evič Tomaševskij, scacchista russo
- 1º luglio - Mehmet Yağmur, cestista turco
- 1º luglio - Zeda Zhang, wrestler e ex artista marziale mista statunitense
- 2 luglio - Ala'a Al-Sasi, ex calciatore yemenita
- 2 luglio - Cynthia Barboza, ex pallavolista statunitense
- 2 luglio - Andrea Battistoni, compositore, violoncellista e direttore d'orchestra italiano
- 2 luglio - Kim Bentsen, calciatore norvegese
- 2 luglio - Denys Dedečko, calciatore ucraino
- 2 luglio - Esteban Granero, ex calciatore spagnolo
- 2 luglio - Kelsey Griffin, cestista statunitense
- 2 luglio - Shai Haddad, ex calciatore israeliano
- 2 luglio - Ruslana Koršunova, modella kazaka († 2008)
- 2 luglio - Marco Matrone, ex calciatore finlandese
- 2 luglio - Gabriel Miraglia, giocatore di calcio a 5 brasiliano
- 2 luglio - Andrej Ostrikov, rugbista a 15 russo
- 3 luglio - Paolo Bernini, politico italiano
- 3 luglio - Chad Broskey, attore statunitense
- 3 luglio - Ross Campbell, ex calciatore scozzese
- 3 luglio - Benoît Costil, ex calciatore francese
- 3 luglio - Rodolfo Cota, calciatore messicano
- 3 luglio - Kontra K, rapper tedesco
- 3 luglio - Roseline Filion, ex tuffatrice canadese
- 3 luglio - Carmelo Gitto, pallavolista italiano
- 3 luglio - Mikie Hara, attrice giapponese
- 3 luglio - Aneta Havlíčková, pallavolista ceca
- 3 luglio - Maximilian Mauff, attore tedesco
- 3 luglio - Guido Milán, ex calciatore argentino
- 3 luglio - Svetlana Nikolaeva, fondista russa
- 3 luglio - Florin Niță, calciatore rumeno
- 3 luglio - Sergi Pino, cestista spagnolo
- 3 luglio - Jan-Philipp Rabente, hockeista su prato tedesco
- 3 luglio - Mary Spicer, ex pallavolista e allenatrice di pallavolo statunitense
- 3 luglio - Ruslan Tileubaev, ex ciclista su strada kazako
- 3 luglio - Mariano Trípodi, ex calciatore argentino
- 3 luglio - Sebastian Vettel, ex pilota automobilistico tedesco
- 4 luglio - Art'owr Avagyan, ex calciatore armeno
- 4 luglio - Wude Ayalew, maratoneta e mezzofondista etiope
- 4 luglio - Evgenij Baburin, cestista russo
- 4 luglio - Alexander Faltsetas, calciatore svedese
- 4 luglio - Chris James, ex calciatore neozelandese
- 4 luglio - Guram Kashia, calciatore georgiano
- 4 luglio - Corinna Kuhnle, canoista austriaca
- 4 luglio - Ater Majok, cestista australiano
- 4 luglio - Nemanja Milošević, cestista montenegrino
- 4 luglio - Markus Schairer, ex snowboarder austriaco
- 4 luglio - Misael Silva Jansen, calciatore brasiliano
- 4 luglio - Jason Smyth, atleta paralimpico irlandese
- 4 luglio - Cyril Tommasone, ginnasta francese
- 4 luglio - Andrej Zamkovoj, pugile russo
- 5 luglio - Thomas Abercrombie, cestista neozelandese
- 5 luglio - Vladan Adžić, calciatore montenegrino
- 5 luglio - Carlos Carmona Bonet, calciatore spagnolo
- 5 luglio - Yū Hasegawa, ex calciatore giapponese
- 5 luglio - Ji Chang-wook, attore sudcoreano
- 5 luglio - Andrija Kaluđerović, ex calciatore serbo
- 5 luglio - Alexander Kristoff, ciclista su strada norvegese
- 5 luglio - Marco Mathys, calciatore svizzero
- 5 luglio - Safiq Rahim, calciatore malese
- 5 luglio - Denys Skeps'kyj, calciatore ucraino
- 5 luglio - Cam Talbot, hockeista su ghiaccio canadese
- 5 luglio - Emiliano Tellechea, calciatore uruguaiano
- 5 luglio - Elena Terechova, calciatrice russa
- 5 luglio - Ilaria Trotta, calciatrice e ex giocatrice di calcio a 5 italiana
- 6 luglio - Victoraș Astafei, calciatore rumeno
- 6 luglio - Sophie Auster, cantante e attrice statunitense
- 6 luglio - Bartosz Białkowski, ex calciatore polacco
- 6 luglio - Niklas Dyrhaug, fondista norvegese
- 6 luglio - Mohamed El Makrini, calciatore olandese
- 6 luglio - Kaio Felipe Gonçalves, ex calciatore brasiliano
- 6 luglio - Sergiu Homei, ex calciatore rumeno
- 6 luglio - Kim Jin-hyeon, calciatore sudcoreano
- 6 luglio - Margaret Nankabirwa, giocatrice di badminton ugandese
- 6 luglio - Kate Nash, cantautrice, musicista e attrice britannica
- 6 luglio - Matt O'Leary, attore statunitense
- 6 luglio - Vasile Olariu, ex calciatore rumeno
- 6 luglio - Bruno Perone, calciatore brasiliano
- 6 luglio - David Pisot, calciatore tedesco
- 6 luglio - Ricky Sánchez, cestista portoricano
- 6 luglio - Nathan Sturgis, ex calciatore statunitense
- 6 luglio - Caroline Trentini, supermodella brasiliana
- 6 luglio - Edson Henrique da Silva, calciatore brasiliano
- 7 luglio - Tadej Apatič, ex calciatore sloveno
- 7 luglio - Iver Bjerkestrand, ex sciatore alpino norvegese
- 7 luglio - Alysha Clark, cestista statunitense
- 7 luglio - Eltinho, calciatore brasiliano
- 7 luglio - Patricio Freire, artista marziale misto brasiliano
- 7 luglio - Pavel Golyšev, calciatore russo
- 7 luglio - Julianna Guill, attrice statunitense
- 7 luglio - Jan Kurinčič, ex giocatore di calcio a 5 sloveno
- 7 luglio - Jana Matiašovská, pallavolista slovacca
- 7 luglio - Kyle McAlarney, ex cestista e allenatore di pallacanestro statunitense
- 7 luglio - Elania Nardelli, tiratrice a segno italiana
- 7 luglio - Sof'ja Očigava, pugile russa
- 7 luglio - Alex Pereira, artista marziale misto, ex kickboxer e ex pugile brasiliano
- 7 luglio - V. E. Schwab, scrittrice statunitense
- 7 luglio - Federico Scoppa, calciatore argentino
- 7 luglio - Volkan Şen, calciatore turco
- 7 luglio - Richie Steamboat, ex wrestler statunitense
- 7 luglio - Carly Telford, ex calciatrice inglese
- 7 luglio - Matteo Viola, allenatore di tennis e ex tennista italiano
- 7 luglio - Hirofumi Watanabe, ex calciatore giapponese
- 8 luglio - Diego Aranha, giocatore di football americano brasiliano
- 8 luglio - Mirkan Aydın, ex calciatore tedesco
- 8 luglio - Niro, rapper francese
- 8 luglio - Maya Berović, cantante bosniaca
- 8 luglio - Stephanie Garber, scrittrice statunitense
- 8 luglio - Josh Harrison, giocatore di baseball statunitense
- 8 luglio - David Howard, ex giocatore di football americano statunitense
- 8 luglio - Diego Kapelan, cestista bosniaco
- 8 luglio - Tamari Miyashiro, ex pallavolista e allenatrice di pallavolo statunitense
- 8 luglio - Juan Carlos Paredes, calciatore ecuadoriano
- 8 luglio - Vlada Rosljakova, supermodella russa
- 8 luglio - Danilo Russo, calciatore italiano
- 8 luglio - Alessandro Sperduti, attore italiano
- 8 luglio - Dow Travers, sciatore alpino e rugbista a 7 britannico
- 8 luglio - Ronalds Zaķis, cestista lettone
- 9 luglio - Euon Brown, calciatore grenadino
- 9 luglio - Marco Ferrone, ex pallanuotista italiano
- 9 luglio - Jonny Hayes, ex calciatore irlandese
- 9 luglio - Sammy Hernandez, attore statunitense
- 9 luglio - Gert Jõeäär, ciclista su strada estone
- 9 luglio - Bratislav Punoševac, ex calciatore serbo
- 9 luglio - Matteo Rubin, calciatore italiano
- 9 luglio - Norayr Sahakyan, ex calciatore armeno
- 9 luglio - Rebecca Sugar, animatrice e sceneggiatrice statunitense
- 9 luglio - Oleg Sîrghi, sollevatore moldavo
- 9 luglio - Nyika Williams, cestista sanvincentino
- 9 luglio - Justin Willis, artista marziale misto statunitense
- 9 luglio - Élodie Fontan, attrice francese
- 10 luglio - Steffen Deibler, ex nuotatore tedesco
- 10 luglio - Brittany Denson, ex cestista statunitense
- 10 luglio - David Distéfano, ex calciatore argentino
- 10 luglio - Vaughn Duggins, ex cestista statunitense
- 10 luglio - Marisa Field, pallavolista canadese
- 10 luglio - Anna Kožnikova, calciatrice russa
- 10 luglio - Tereza Pecková, ex cestista ceca
- 10 luglio - Filippo Giuseppe Perconti, politico italiano
- 10 luglio - Ida Redig, cantante svedese
- 10 luglio - Eliana Silvera Silva, maratoneta uruguaiana
- 10 luglio - Anton Sloboda, calciatore slovacco
- 10 luglio - Anastasija Verameenka, cestista bielorussa
- 10 luglio - Clemens Walch, calciatore austriaco
- 11 luglio - Yōta Akimoto, ex calciatore giapponese
- 11 luglio - DJ Layla, disc jockey moldava
- 11 luglio - Andrew Deer, taekwondoka britannico
- 11 luglio - Kourouma Fatoukouma, ex calciatore nigerino
- 11 luglio - Michaell Jackson, cestista colombiano
- 11 luglio - Wesley Johnson, ex cestista e allenatore di pallacanestro statunitense
- 11 luglio - Davide Malacarne, ex mountain biker, ex ciclista su strada e ciclocrossista italiano
- 11 luglio - Chris Malonga, calciatore congolese (Repubblica del Congo)
- 11 luglio - Pavel Matiash, ex calciatore kirghiso
- 11 luglio - William Meynard, nuotatore francese
- 11 luglio - Maximilian Müller, hockeista su prato tedesco
- 11 luglio - Plinio Sciamanna, ex rugbista a 15 e allenatore di rugby a 15 italiano
- 11 luglio - Dakson, calciatore brasiliano
- 12 luglio - Thiago Ferreira dos Santos, calciatore brasiliano
- 12 luglio - Anna-Elena Herzog, attrice tedesca
- 12 luglio - Travis Hyman, ex cestista statunitense
- 12 luglio - Vadzim Kaptur, tuffatore bielorusso
- 12 luglio - Léonard Kweuke, ex calciatore camerunese
- 12 luglio - Dante Carlos Rossi, calciatore argentino
- 12 luglio - Simone Salviato, calciatore italiano
- 12 luglio - Gökhan Süzen, calciatore turco
- 12 luglio - Emily Zurrer, ex calciatrice canadese
- 13 luglio - Andreas Bube, mezzofondista danese
- 13 luglio - Vladislavs Gabovs, ex calciatore lettone
- 13 luglio - Kalana Greene, ex cestista statunitense
- 13 luglio - Yūya Hashiuchi, ex calciatore giapponese
- 13 luglio - Hendrik Helmke, ex calciatore tedesco
- 13 luglio - Huang Bowen, ex calciatore cinese
- 13 luglio - Lee Gyeong-eun, cestista sudcoreana
- 13 luglio - Jan Moravec, calciatore ceco
- 13 luglio - Momar N'Diaye, calciatore senegalese
- 13 luglio - Arinze Onuaku, ex cestista statunitense
- 13 luglio - Xavi Rey, cestista spagnolo
- 13 luglio - Eva Rivas, cantante e modella russa
- 13 luglio - Oğuz Savaş, cestista turco
- 14 luglio - Igor Armaș, calciatore moldavo
- 14 luglio - Emre Bayav, ex cestista turco
- 14 luglio - Sara Canning, attrice canadese
- 14 luglio - Enrico Cibelli, calciatore sammarinese
- 14 luglio - Luca Dallavalle, orientista italiano
- 14 luglio - Fawzi Fayez, calciatore emiratino
- 14 luglio - Jeff Foote, ex cestista statunitense
- 14 luglio - Steven Frossard, pilota motociclistico francese
- 14 luglio - Raydel Hierrezuelo, pallavolista cubano
- 14 luglio - Margus Hunt, pesista, discobolo e giocatore di football americano estone
- 14 luglio - Adam Johnson, ex calciatore inglese
- 14 luglio - Malika Ménard, modella francese
- 14 luglio - Dwayne Miller, calciatore giamaicano
- 14 luglio - Timoci Nagusa, rugbista a 15 figiano
- 14 luglio - Josh Portis, giocatore di football americano statunitense
- 14 luglio - Raul Prata, calciatore brasiliano
- 14 luglio - J.P. Prince, ex cestista statunitense
- 14 luglio - Dan Reynolds, cantautore, musicista e produttore discografico statunitense
- 14 luglio - Va Sokthorn, ex calciatore francese
- 14 luglio - Ilaria Sommavilla, sciatrice d'erba italiana
- 14 luglio - Ryan Sweeting, ex tennista statunitense
- 15 luglio - Yahya Abdul-Mateen II, attore statunitense
- 15 luglio - Cristian Cigan, calciatore rumeno
- 15 luglio - Stanisław Drzewiecki, pianista e compositore russo
- 15 luglio - Tony Easley, ex cestista statunitense
- 15 luglio - Daniel Gołębiewski, ex calciatore polacco
- 15 luglio - Ji Cheng, ex ciclista su strada cinese
- 15 luglio - Fredric Jonson, ex calciatore svedese
- 15 luglio - Kang Soo-il, calciatore sudcoreano
- 15 luglio - Josh Mayo, ex cestista statunitense
- 15 luglio - Sven Michel, calciatore tedesco
- 15 luglio - Kazuyasu Minobe, schermidore giapponese
- 15 luglio - Yūki Nagasato, ex calciatrice giapponese
- 15 luglio - Jun'ya Tanaka, ex calciatore giapponese
- 16 luglio - Khaldoun Ibrahim, calciatore iracheno
- 16 luglio - Stefano Benigni, politico italiano
- 16 luglio - Kira Buckland, doppiatrice statunitense
- 16 luglio - Keith Clark, ex cestista statunitense
- 16 luglio - Moussa Dembélé, ex calciatore belga
- 16 luglio - Shy Ely, cestista statunitense
- 16 luglio - Tini Flaat, cantante norvegese
- 16 luglio - Simone Gariboldi, ex mezzofondista italiano
- 16 luglio - AnnaLynne McCord, attrice statunitense
- 16 luglio - Dara Mohammed, calciatore iracheno
- 16 luglio - Andrey Molchanov, ex nuotatore turkmeno
- 16 luglio - Knowshon Moreno, ex giocatore di football americano statunitense
- 16 luglio - Kate Berlant, cabarettista, attrice e sceneggiatrice statunitense
- 16 luglio - Sergej Nazin, tuffatore russo
- 16 luglio - Brinner, calciatore brasiliano
- 16 luglio - Andrés Vásquez, ex calciatore peruviano
- 16 luglio - Alex Weisman, attore statunitense
- 17 luglio - Gemma Beadsworth, pallanuotista australiana
- 17 luglio - Daniel Brands, ex tennista tedesco
- 17 luglio - Stevie Brown, giocatore di football americano statunitense
- 17 luglio - Jan Charouz, pilota automobilistico ceco
- 17 luglio - Richarno Colin, pugile mauriziano
- 17 luglio - Isabel Derungs, snowboarder svizzera
- 17 luglio - Wankelmut, disc jockey tedesco
- 17 luglio - Tigran Hamasyan, pianista e compositore armeno
- 17 luglio - Takuya Haneda, canoista giapponese
- 17 luglio - Jeremih, cantante, rapper e produttore discografico statunitense
- 17 luglio - José Carlos Fernández Vázquez, ex calciatore spagnolo
- 17 luglio - Jessica Morlacchi, cantante, bassista e personaggio televisivo italiana
- 17 luglio - Petru Racu, ex calciatore moldavo
- 17 luglio - Pablo Martín Ruiz, calciatore argentino
- 17 luglio - Mike Smith, ex cestista statunitense
- 17 luglio - Igor Stefanović, calciatore serbo
- 17 luglio - Ivan Strinić, ex calciatore croato
- 17 luglio - Zoe de Toledo, canottiera britannica
- 17 luglio - Andrej Voroncevič, cestista russo
- 18 luglio - Tontowi Ahmad, giocatore di badminton indonesiano
- 18 luglio - Lakdar Boussaha, calciatore francese
- 18 luglio - Nicole Bullo, hockeista su ghiaccio svizzera
- 18 luglio - Carlos Eduardo, ex calciatore brasiliano
- 18 luglio - Simone Ciancio, calciatore italiano
- 18 luglio - Jenny Fransson, lottatrice svedese
- 18 luglio - Vladimir Gadžev, ex calciatore bulgaro
- 18 luglio - Chloé Graftiaux, arrampicatrice e alpinista belga († 2010)
- 18 luglio - Raina Hein, modella statunitense
- 18 luglio - Ivan Kardum, calciatore croato
- 18 luglio - Vaggelīs Oikonomou, ex calciatore greco
- 18 luglio - Juan Pérez Lozano, giocatore di calcio a 5 spagnolo
- 18 luglio - Anna Timofeeva, pallanuotista russa
- 18 luglio - Claudio Yacob, calciatore argentino
- 18 luglio - Zach Loyd, ex calciatore statunitense
- 19 luglio - Nicolas Bemberg, modello francese
- 19 luglio - Lydia Boylan, ex pistard e ex ciclista su strada irlandese
- 19 luglio - Semën Burcev, pentatleta russo
- 19 luglio - Ardian Cuculi, ex calciatore macedone
- 19 luglio - Carlos Eduardo Dutra Oliveira, ex calciatore brasiliano
- 19 luglio - Yan Gomes, giocatore di baseball brasiliano
- 19 luglio - Jon Jones, artista marziale misto statunitense
- 19 luglio - Junya Koga, nuotatore giapponese
- 19 luglio - Ho Ho Lun, wrestler hongkonghese
- 19 luglio - Enis Nadarević, ex calciatore bosniaco
- 19 luglio - Patrick Pigneter, ex slittinista italiano
- 20 luglio - Barış Alpaykut, attore turco
- 20 luglio - Max Arciniega, attore statunitense
- 20 luglio - Diego Barrios Suárez, ex calciatore paraguaiano
- 20 luglio - Dimitri Bascou, ostacolista francese
- 20 luglio - Nicola Benedetti, violinista britannica
- 20 luglio - Evil Uno, wrestler canadese
- 20 luglio - Xabier Etxebarria, ex calciatore spagnolo
- 20 luglio - Aarón Fernández, ex calciatore messicano
- 20 luglio - Célio Santos, calciatore brasiliano
- 20 luglio - Ramon Gittens, velocista barbadiano
- 20 luglio - Shun Imamura, pallavolista giapponese
- 20 luglio - Miki Itō, sciatrice freestyle giapponese
- 20 luglio - Niall McGinn, calciatore nordirlandese
- 20 luglio - Sam Pinkleton, coreografo e regista teatrale statunitense
- 20 luglio - Nick Poloniato, bobbista canadese
- 21 luglio - Audrey Alloh, velocista italiana
- 21 luglio - Heinz Barmettler, ex calciatore svizzero
- 21 luglio - Vadim Cemîrtan, ex calciatore moldavo
- 21 luglio - Diego Ciccone, ex calciatore svizzero
- 21 luglio - Carla Cortijo, ex cestista portoricana
- 21 luglio - Brandon Costner, ex cestista statunitense
- 21 luglio - Kami Craig, ex pallanuotista statunitense
- 21 luglio - Souleyman Diabaté, cestista ivoriano
- 21 luglio - Mustafa Karim, calciatore iracheno
- 21 luglio - Antonina Krivošapka, velocista russa
- 21 luglio - Chris McCann, calciatore irlandese
- 21 luglio - Bilel Mohsni, calciatore tunisino
- 21 luglio - Jené Morris, ex cestista statunitense
- 21 luglio - Dharmaraj Ravanan, ex calciatore indiano
- 21 luglio - Federico Turrini, ex nuotatore italiano
- 21 luglio - Jesús Zavala, ex calciatore messicano
- 22 luglio - Debora Ballarini, rugbista a 15 italiana
- 22 luglio - Sam Bewley, ex pistard e ex ciclista su strada neozelandese
- 22 luglio - Xavier Báez, ex calciatore messicano
- 22 luglio - Andrea Cesarini, pallavolista italiano
- 22 luglio - Martina Codecasa, attrice e ex modella italiana
- 22 luglio - Denis Gargaud Chanut, canoista francese
- 22 luglio - Andrej Golubev, ex tennista russo
- 22 luglio - Laura Graves, cavallerizza statunitense
- 22 luglio - Louise Haigh, politica britannica
- 22 luglio - Charlotte Kalla, ex fondista svedese
- 22 luglio - Wanner Miller, ex altista colombiano
- 22 luglio - Guja Rukhaia, ex calciatore georgiano
- 22 luglio - Damjan Trifkovič, ex calciatore sloveno
- 23 luglio - Maurice Abatam, lottatore ciadiano
- 23 luglio - Maximilian Arndt, ex bobbista tedesco
- 23 luglio - Philipp Boy, ex ginnasta tedesco
- 23 luglio - David Bruton, giocatore di football americano statunitense
- 23 luglio - Rene Carter, calciatore britannico
- 23 luglio - Alessio Cerci, ex calciatore italiano
- 23 luglio - Ann-Sophie Duyck, ex ciclista su strada belga
- 23 luglio - Marc Fernández, ex cestista spagnolo
- 23 luglio - Gabriele Ganeto, ex cestista italiano
- 23 luglio - Luiz Gustavo Dias, calciatore brasiliano
- 23 luglio - Anete Horelika, ex cestista lettone
- 23 luglio - Ágnes Konkoly, modella ungherese
- 23 luglio - Serdar Kurtuluş, allenatore di calcio e ex calciatore turco
- 23 luglio - Imanol Landeta, attore e cantante messicano
- 23 luglio - Marko Ljubičić, cestista serbo
- 23 luglio - Ari Mannio, giavellottista finlandese
- 23 luglio - José Luis Morales Nogales, calciatore spagnolo
- 23 luglio - Julian Nagelsmann, allenatore di calcio tedesco
- 23 luglio - Kōsuke Ōta, ex calciatore giapponese
- 23 luglio - Stefano Patriarca, pallavolista italiano
- 23 luglio - Juninho, ex calciatore brasiliano
- 23 luglio - Marta Pihan-Kulesza, ex ginnasta polacca
- 23 luglio - Felipe Seymour, calciatore cileno
- 24 luglio - Vasilij Artem'ev, rugbista a 15 russo
- 24 luglio - Matt Asiata, ex giocatore di football americano statunitense
- 24 luglio - Ergül Avcı, pallavolista turca
- 24 luglio - Paul Emile Biyaga, ex calciatore camerunese
- 24 luglio - Carmen Boza, cantautrice spagnola
- 24 luglio - Khalil Chemmam, ex calciatore tunisino
- 24 luglio - Reza Ghasemi, velocista iraniano
- 24 luglio - Solomon Grimes, ex calciatore liberiano
- 24 luglio - Cristino Gómez, poeta e agronomo dominicano
- 24 luglio - Thomas Hinum, ex calciatore austriaco
- 24 luglio - Carlijn Jans, pallavolista olandese
- 24 luglio - Fredrik Lindström, biatleta svedese
- 24 luglio - Cyriaque Louvion, calciatore francese
- 24 luglio - Víctor Malcorra, calciatore argentino
- 24 luglio - Mao Biao, ex calciatore cinese
- 24 luglio - Luciana Maria Dionizio, calciatrice brasiliana
- 24 luglio - Maryon, cantante francese
- 24 luglio - José Luis Muñoz, ex calciatore cileno
- 24 luglio - Ivan Prelec, allenatore di calcio e ex calciatore croato
- 24 luglio - Zack Sabre Jr., wrestler britannico
- 24 luglio - Veronika Staber, ex sciatrice alpina tedesca
- 24 luglio - Mara Wilson, attrice statunitense
- 25 luglio - Alan Dawa Dolma, cantante cinese
- 25 luglio - Ibrahima Sory Bangoura, calciatore guineano
- 25 luglio - Mandy Bujold, pugile canadese
- 25 luglio - Mitchell Burgzorg, ex calciatore olandese
- 25 luglio - Angelo Di Mino, produttore discografico, compositore e violoncellista italiano
- 25 luglio - Ed Dickson, giocatore di football americano statunitense
- 25 luglio - Muhammad El-Amin, ex cestista statunitense
- 25 luglio - Raphaël Goldman, attore francese
- 25 luglio - Jax Jones, disc jockey, produttore discografico e cantante britannico
- 25 luglio - Tozé Marreco, ex calciatore portoghese
- 25 luglio - Yves Mekongo, ex cestista camerunese
- 25 luglio - Fernando Reges, calciatore brasiliano
- 25 luglio - Luigi Samele, schermidore italiano
- 25 luglio - Konstantin Schad, ex snowboarder tedesco
- 25 luglio - Gor Sujyan, cantante armeno
- 25 luglio - Michael Welch, attore statunitense
- 25 luglio - Eran Zahavi, calciatore israeliano
- 26 luglio - Jorge Abril, giocatore di calcio a 5 colombiano
- 26 luglio - Kristijan Đurasek, ciclista su strada croato
- 26 luglio - Evgenija Ivanova, pallanuotista russa
- 26 luglio - Jamal Jouhar, ex calciatore qatariota
- 26 luglio - Panagiōtīs Kone, dirigente sportivo e ex calciatore greco
- 26 luglio - Romain Lemarchand, ex ciclista su strada francese
- 26 luglio - Miriam McDonald, attrice e ballerina canadese
- 26 luglio - Milan Mijatović, calciatore montenegrino
- 26 luglio - Fredy Montero, calciatore colombiano
- 26 luglio - Luis Morán Sánchez, calciatore spagnolo
- 26 luglio - Marella Salvato, giocatrice di curling italiana
- 26 luglio - Evelina Sašenko, cantante lituana
- 26 luglio - Jason Thomson, calciatore scozzese
- 26 luglio - Žanna Žumalijeva, modella kazaka
- 27 luglio - Julien Bérard, ex ciclista su strada francese
- 27 luglio - Frédéric Bong, ex calciatore camerunese
- 27 luglio - David Cubillán, cestista venezuelano
- 27 luglio - Thomas Enevoldsen, ex calciatore danese
- 27 luglio - Jennifer Ewbank, cantante olandese
- 27 luglio - Jacoby Ford, giocatore di football americano statunitense
- 27 luglio - Thamsanqa Gabuza, calciatore sudafricano
- 27 luglio - Travis Goethel, giocatore di football americano statunitense
- 27 luglio - Marek Hamšík, ex calciatore slovacco
- 27 luglio - Jordan Hill, ex cestista statunitense
- 27 luglio - Jean-Baptiste Lafarge, attore francese
- 27 luglio - Willy Martin, attore, cantante e modello venezuelano
- 27 luglio - Kështjella Pepshi, modella kosovara
- 27 luglio - Marco Pichlmayer, ex combinatista nordico austriaco
- 27 luglio - Benoît Poulain, calciatore francese
- 27 luglio - Henry Rojas, allenatore di calcio e ex calciatore colombiano
- 27 luglio - Boris Steimetz, ex nuotatore francese
- 27 luglio - Juan Carlos Sánchez Martínez, ex calciatore spagnolo
- 27 luglio - Larissa Volpentesta, attrice italiana
- 27 luglio - Polawat Wangkahart, calciatore thailandese
- 27 luglio - Hripsime Khurshudyan, sollevatrice armena
- 27 luglio - Rodrigo Antônio do Nascimento, calciatore brasiliano
- 28 luglio - Ivan Brečević, calciatore croato
- 28 luglio - Jevhen Chačeridi, calciatore ucraino
- 28 luglio - Yasser Corona, ex calciatore messicano
- 28 luglio - Andrew DePaola, giocatore di football americano statunitense
- 28 luglio - Michela Giraud, attrice, comica e conduttrice televisiva italiana
- 28 luglio - Carlos Leonel, ex calciatore portoghese
- 28 luglio - Indiana, cantautrice britannica
- 28 luglio - Daniel Johansson, calciatore svedese
- 28 luglio - Yoshifumi Kashiwa, calciatore giapponese
- 28 luglio - Sevak Khanagyan, cantante armeno
- 28 luglio - Avi Malka, calciatore israeliano
- 28 luglio - Pedro Rodríguez Ledesma, calciatore spagnolo
- 28 luglio - Nemanja Petrić, pallavolista serbo
- 28 luglio - Pavel Sergeev, cestista russo
- 28 luglio - Tom Wallisch, sciatore freestyle statunitense
- 29 luglio - Michael Franco, pugile statunitense
- 29 luglio - Ervis Kaja, calciatore albanese
- 29 luglio - Jena Lee, cantante francese
- 29 luglio - Arayik Mirzoyan, ex sollevatore armeno
- 29 luglio - Michele Oberti, mezzofondista italiano
- 29 luglio - Fegor Ogude, ex calciatore nigeriano
- 29 luglio - Génesis Rodríguez, attrice statunitense
- 29 luglio - Diogo Tavares, ex calciatore portoghese
- 29 luglio - Mechiel Versluis, canottiere olandese
- 30 luglio - Rafael Amorim, ex calciatore brasiliano
- 30 luglio - Kyrylo Cypun, giocatore di calcio a 5 ucraino
- 30 luglio - Narcisse Ekanga, ex calciatore camerunese
- 30 luglio - Elise Estrada, cantante filippina
- 30 luglio - Mehmet Güven, ex calciatore turco
- 30 luglio - Jack Pelter, calciatore neozelandese
- 30 luglio - Tori Peña, ex astista statunitense
- 30 luglio - Jānis Šmēdiņš, giocatore di beach volley lettone
- 30 luglio - Luca Zandonella, ex hockeista su ghiaccio italiano
- 30 luglio - Emilio Zelaya, calciatore argentino
- 31 luglio - Amrita Acharia, attrice britannica
- 31 luglio - Hadi Ahmadi, attore, scrittore e regista teatrale iraniano
- 31 luglio - Colin Baxter, giocatore di football americano statunitense
- 31 luglio - Alfonso Blanco, calciatore messicano
- 31 luglio - Michael Bradley, allenatore di calcio e ex calciatore statunitense
- 31 luglio - David Bunderla, ex calciatore sloveno
- 31 luglio - Brittany Byrnes, attrice australiana
- 31 luglio - Paolo Dal Molin, ostacolista italiano
- 31 luglio - Jake Dinwiddie, attore statunitense
- 31 luglio - Anton Fink, calciatore tedesco
- 31 luglio - Aleksa Popović, cestista montenegrino
- 31 luglio - Lukas Runggaldier, ex combinatista nordico italiano
- 31 luglio - Ryang Myong-il, calciatore nordcoreano
- 31 luglio - Desiree Scott, calciatrice canadese
- 31 luglio - Celina Sinden, attrice britannica
- 31 luglio - Emra Tahirović, calciatore svedese
- 31 luglio - Carlos Tordoya, calciatore boliviano